# Rage Boy
Shakeel Bhat 'bedre kendt som "Islamic Rage Boy" eller blot "Rage Boy"/"Rageboy" ("Raseridrengen") (født 1975/1976) er en muslimsk aktivist fra Kashmir, hvis fotografi flere gange har prydet forsiden af mange aviser og indgået i fjernsynsindslag verden over, og som er blevet et Internet kultfænomen. Han har optrådt i aviser så som Agence France-Presse, The Times of India
, Middle East Times og France 24,
Guardian, BBC, Slate etc. inkl. en BBC radiodebat mellem Ibrahim Hooper fra " Nose on your face" og Ibrahim Hooper fra Council on American Islamic Relations (CAIR)
"Rage Boy" (Shakeel Bhat) bor i Kashmir hvor han de sidste ti år har været en flittig deltager i en lang række muslimske protester mod diverse emner; blandt andet, paven, Israel, Indien, Salman Rushdie, de danske Muhammed tegningerne.
Efter at have forladt skolen tidlig var han en overgang involveret i islamisternes kamp for et Kashmir uafhængigt af Indien, men efter indiske sikkerhedsstyrker fangede ham i september 1994, tilbragte han tre år bag tremme. Han bor nu i Srinagar. "Rage Boy" har ikke råd til en bil eller knallert. Hvis demonstrationen ligger inden for en radius af 10 kilometer går han, hvis det er længere væk tager han en bus eller prøver at få et lift. Han siger selv han har været arresteret over 300 gange i forbindelse med demonstrationer.
Udtrykket "Islamic Rage Boy" blev første gang tage i anvendelse i september 2006 og har siden været emnet i utallige artikler, blogs og Internet-"fan"-sider. Af Christopher Hitchens, Robert Spencer, Charles Johnson, Kathleen Parker, Michelle Malkin mm. Han har også været udsat for en lang række humoristiske eller sarkastiske indlæg og har fået sat sit ansigt på T-shirts, plakater, musemåtter og ølkrus].
Et forsøg på at opnå varemærkebeskyttelse på "Islamic Rage Boy" blev afslået af det amerikanske patentkontor